# Sněhová vločka

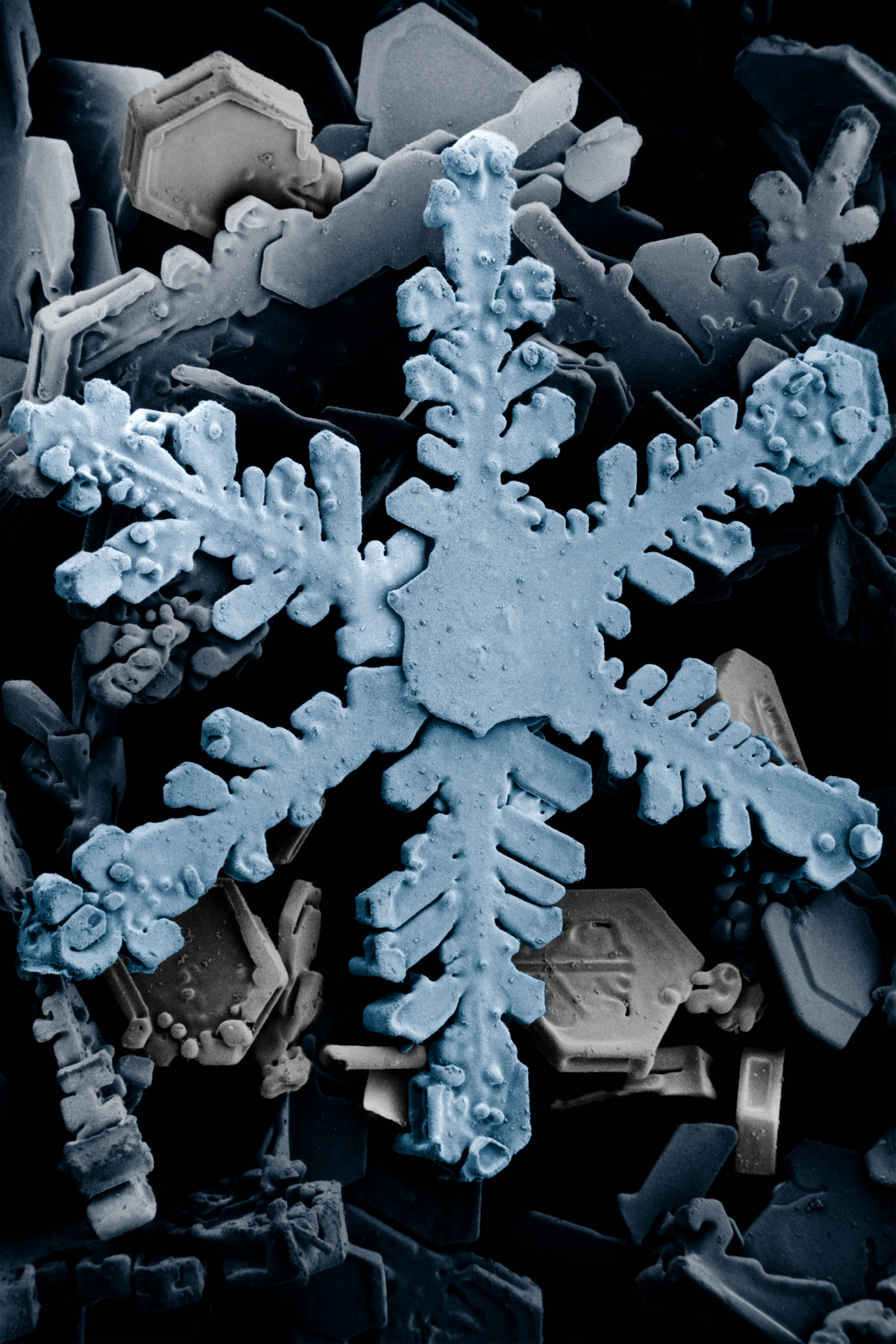
Sněhová vločka pod mikroskopem (kolorováno)

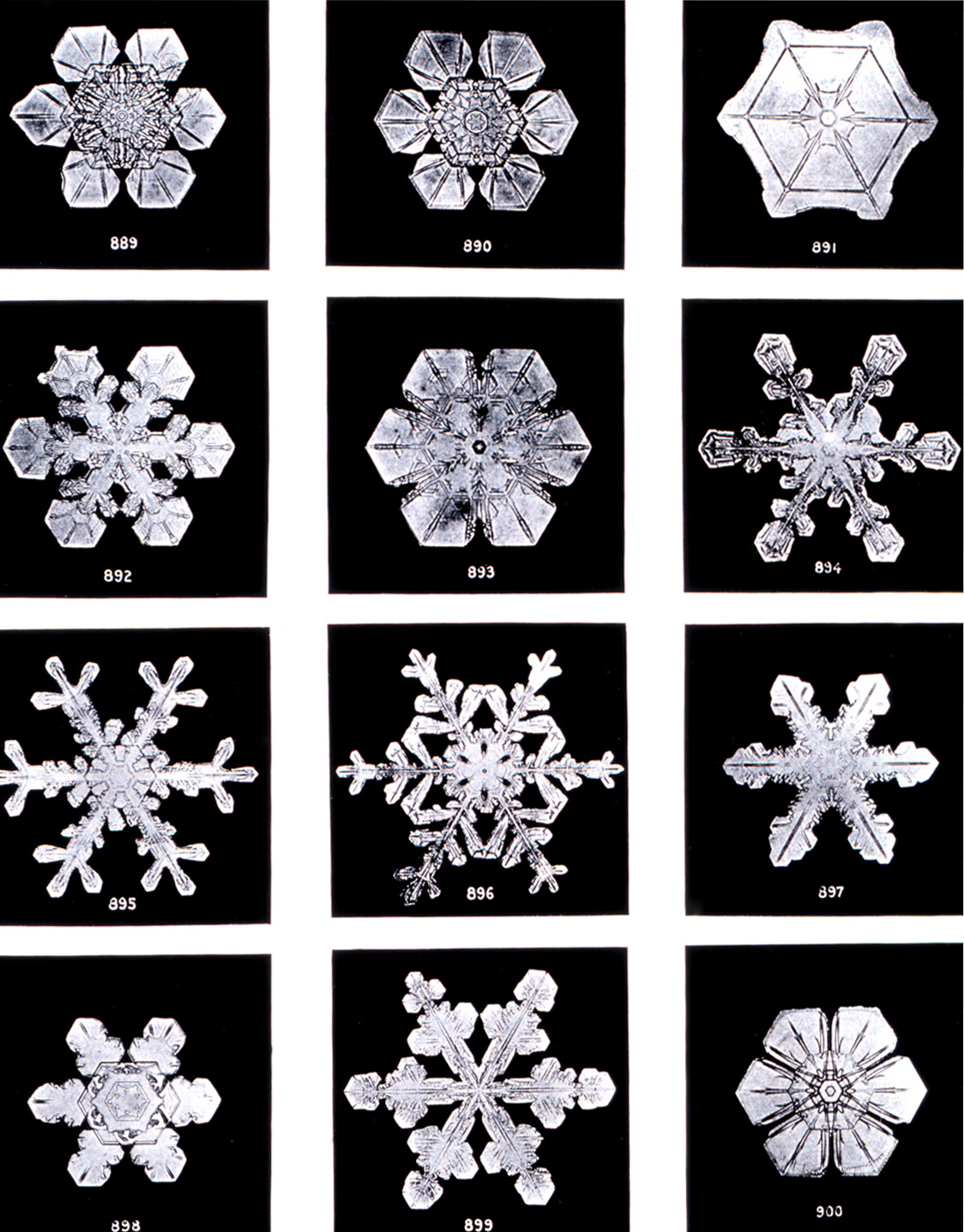
Wilson Bentley: Mikrofotografie sněhových vloček z roku 1902

Sněhová vločka (ledový dendrit) je forma pevného skupenství vody (sněhu). Ledové dendrity vznikají v atmosféře, kde se vytváří i jejich tvar.

## Historie zkoumání vloček
Pojednání o vločkách napsal v roce 1611 německý matematik a astronom Johannes Kepler ve svazku De nive sextangula. V roce 1636 dendrity pozoroval francouzský fyzik René Descartes. Oba zjistili, že ledové krystalky mají vždy přibližný tvar šestiúhelníku (případně jsou šestiboké) – mají šest přibližně stejných ramen. Nejčastěji však nejsou dokonale souměrné.
| „                               | Sněhové vločky jsou „maličké zázraky nekonečné krásy“, na světě s největší pravděpodobností nenajdete dvě naprosto stejné. | “ |
| — Wilson Alwyn „Vločka“ Bentley | |   |

Prvním známým fotografem sněhových vloček byl Američan Wilson Alwyn „Vločka“ Bentley. Vločky chytal na černý samet a fotografoval je ještě než byly zničeny roztavením nebo sublimací. První vločku nasnímal 15. ledna 1885 a tento snímek je považován za první fotografii sněhové vločky vůbec. Každou vločku nejprve zachytil na černou tabuli a rychle ji dal na mikroskopické sklíčko. Za svůj život zachytil více než 5000 obrázků krystalů. Bentley poeticky popisoval sněhové vločky jako „maličké zázraky krásy“ a sněhové krystaly jako „ledové květy“. Přes tyto poetické popisy své práce Bentley dbal na vědeckou objektivitu práce. V roce 1931 Bentley pracoval s Williamem J. Humphreysem z U.S. Weather Bureau na zveřejnění ilustrované knížky Snow Crystals, ve které bylo 2500 fotografií. Je také autorem hesla sníh ve čtrnáctisvazkové edici Encyclopædia Britannica.
Teorií a přípravou sněhových vloček definovaných parametrů se věnuje Kenneth G. Libbrecht z Caltechu.

## Struktura

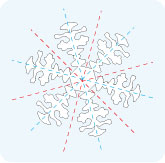
Symetrie vločky

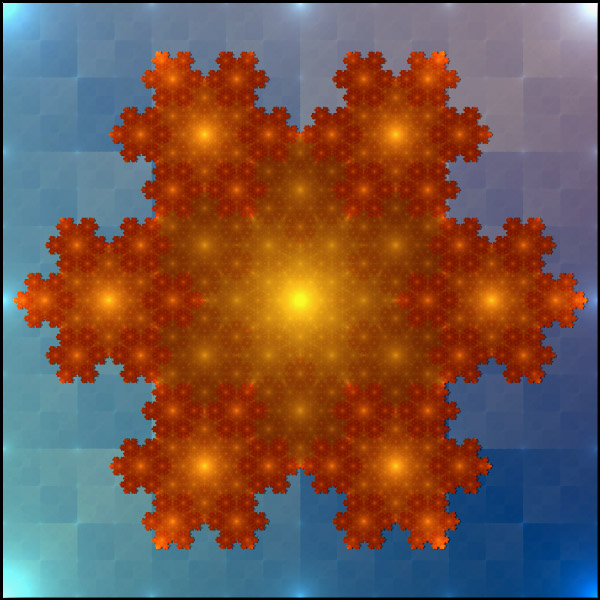
Kochova vločka

Každá vločka padá jinak; některé plachtí, jiné vibrují. Dlouho se říkalo, že nikdy nespadnou dvě stejné vločky, ale není fyzikální důvod, proč by to nemohlo nastat. Na druhou stranu přesný tvar vloček určuje teplota, za které vznikají. Tak například za teploty −2 °C se tvoří vločky neobvyklého trojúhelníkového tvaru. Jeden krystalek je tvořen řádově asi 10 triliony molekul vody.
Největší vločky padaly prý roku 1887 v Montaně (USA), kde na šířku měly 38 cm a na výšku 20 cm – toto však není ověřená informace a je velmi nedůvěryhodná.
Existují dvě převládající vysvětlení symetrického tvaru vloček. Mohl by být způsoben "komunikací" nebo "přenosem informací" mezi rameny vločky: růst jednoho ramene ovlivní růst ramen ostatních. Fyzikálním vysvětlením takové komunikace by mohlo být povrchové napětí nebo fonony. Druhé vysvětlení tvrdí, že v měřítku jedné vznikající sněhové vločky panují téměř stejné fyzikální podmínky a souměrnost vločky je jejich výsledkem. Ve větším měřítku např. jednoho mraku by v proměnlivém prostředí s různou vlhkostí, teplotou a podobně.

## Zajímavosti
- Existuje fraktál navržený švédským matematikem Helge von Kochem, zvaný Kochova vločka, který se geometricky blíží podobě některých vloček, přitom má poměrně jednoduchý matematický popis.
- Japonský spisovatel Masaru Emoto napsal několik knih o tom, že komplexnost vločky může souviset s jakousi neurčitou pozitivní vibrací nebo energií prostředí, ve kterém se vločka vytvoří. Toho lze údajně dosáhnout například slovem, hudbou nebo modlitbou. I pomocí fotografií přiložených v knize se snaží argumentovat, že komplexnější a krásnější vločky vznikají za této pomoci pozitivní energie a hostilní prostředí dá vzniknout vločkám s jednodušší strukturou nebo s porušenou symetrií.[11] Masaru Emoto však není ve vědeckých kruzích brán příliš vážně a ačkoliv se mu dostalo světové popularity obzvláště v ezoterické sféře, jeho pokusy s vodou byly vyvráceny.[12][13]
- Voda umí na tenké vrstvě mořského ledu vytvořit "ledové květy". Pro jejich vznik jsou nutné specifické klimatické podmínky i prostředí. Musí být stabilní nízká teplota a velmi suchý vzduch. Klíčovou podmínkou je mnohem chladnější okolní vzduch než moře pod ledem (přibližně o 20 °C).[14]

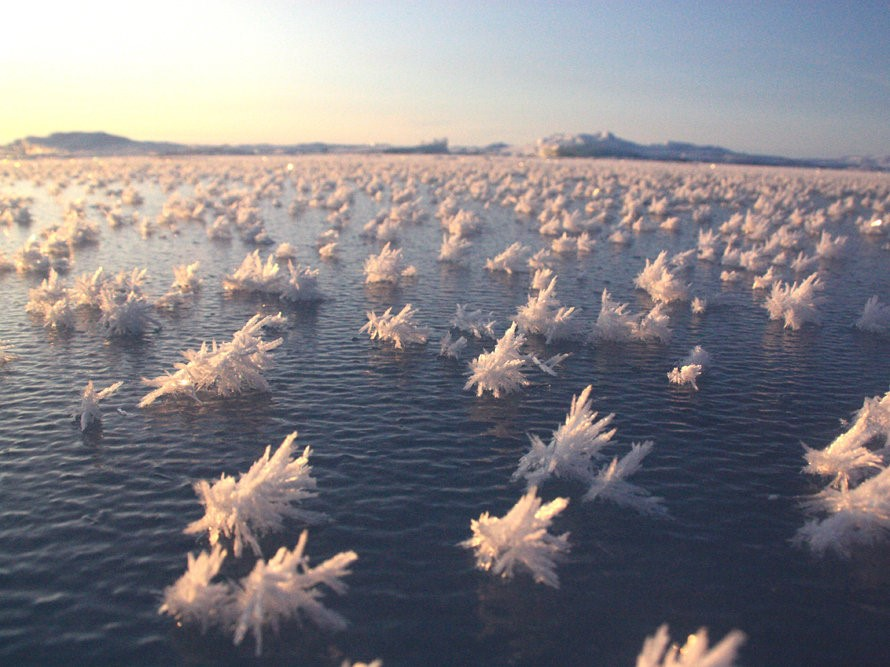
Ledové květy na oceánu